# Willy Jäggi
Wilhelm „Willy” Jäggi (ur. 28 lipca 1906 w Solurze, zm. 1 lutego 1968 w Biel/Bienne) – szwajcarski piłkarz grający na pozycji napastnika. W reprezentacji Szwajcarii rozegrał 21 meczów i strzelił 13 goli.

## Kariera klubowa
Swoją karierę piłkarską Jäggi rozpoczął w klubie FC Solothurn. Grał w nim w sezonie 1926/1927. Następnie w 1927 roku odszedł do Servette FC. W 1928 roku zdobył z tym klubem Puchar Szwajcarii. W latach 1929–1931 występował w FC La Chaux-de-Fonds, a w latach 1931–1933 był zawodnikiem klubu Urania Genève Sport.
W 1933 roku Jäggi przeszedł do Lausanne Sports i występował w nim do końca sezonu 1938/1939. W sezonach 1934/1935 i 1935/1936 wywalczył z nim dwa tytuły mistrza Szwajcarii. W 1935 i 1939 roku zdobył z Lausanne Sports dwa krajowe puchary. W sezonie 1939/1940 grał w FC Biel-Bienne, w którym zakończył swoją karierę.

## Kariera reprezentacyjna
W reprezentacji Szwajcarii Jäggi zadebiutował 17 kwietnia 1927 roku w przegranym 0:1 towarzyskim meczu z Hiszpanią, rozegranym w Santanderze. W 1928 roku reprezentował Szwajcarię na igrzyskach olimpijskich w Amsterdamie. W 1934 roku został powołany do kadry na mistrzostwa świata we Włoszech. Na nich rozegrał jedno spotkanie – ćwierćfinałowe z Czechosłowacją (2:3), w którym strzelił gola. Od 1927 do 1935 roku rozegrał w kadrze narodowej 27 meczów i strzelił 13 goli.